# Râul Feței Lungi
Râul Feței Lungi este un curs de apă, afluent al râului Săritoarea. 